# ウィリアム・ヘンリー砦

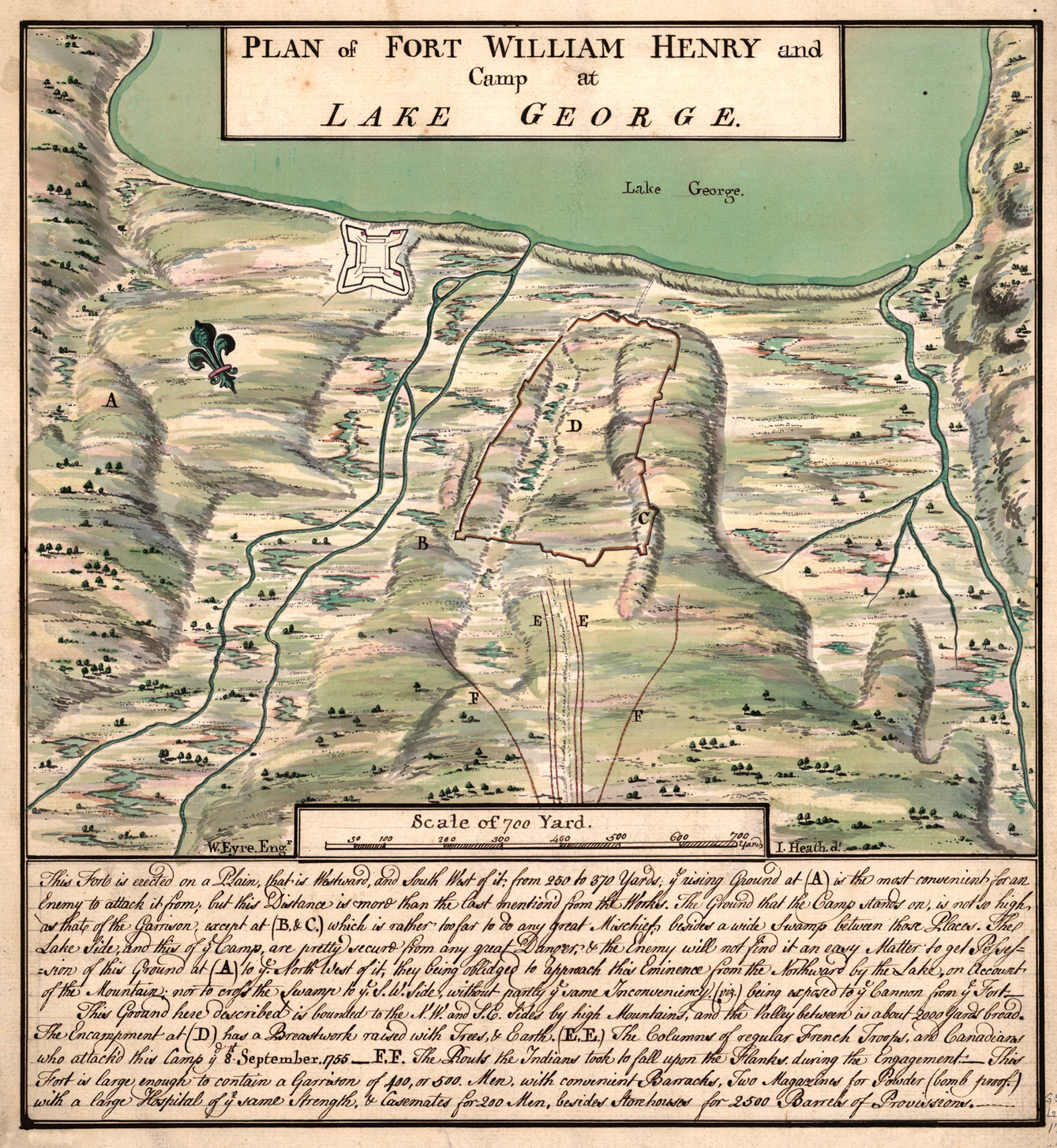
ウィリアム・ヘンリー砦の建設予定図（1765年出版）

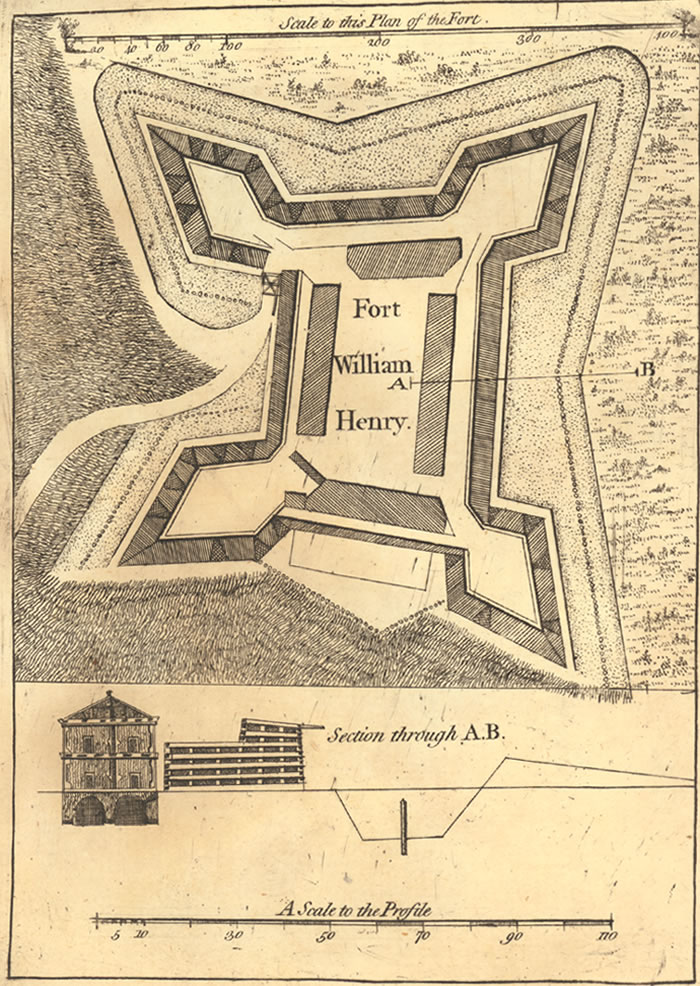
ウィリアム・ヘンリー砦

ウィリアム・ヘンリー砦（ウィリアム・ヘンリーとりで、Fort William Henry）は、かつてニューヨーク植民地ジョージ湖南端にあったイギリスの砦である。この砦は、1757年のウィリアム・ヘンリー砦の戦いで、降伏したイギリス兵にインディアンたちが残虐な行為を働いたことで有名で、この残虐行為は、1826年1月に初版が出版された、ジェームズ・フェニモア・クーパーの『モヒカン族の最後』のテーマとなった。
1757年の戦いの後、フランスは砦を壊して退却した。後にジョージ砦が近くに建てられたこともあり、ウィリアム・ヘンリー砦の跡地はそのままにされて、19世紀には風光明媚な場所として知られていた。1950年代に、歴史に関心を持った人々により、砦が復元され、今は博物館でもあり、レイク・ジョージの町の観光の目玉となっている。

## 砦の建設

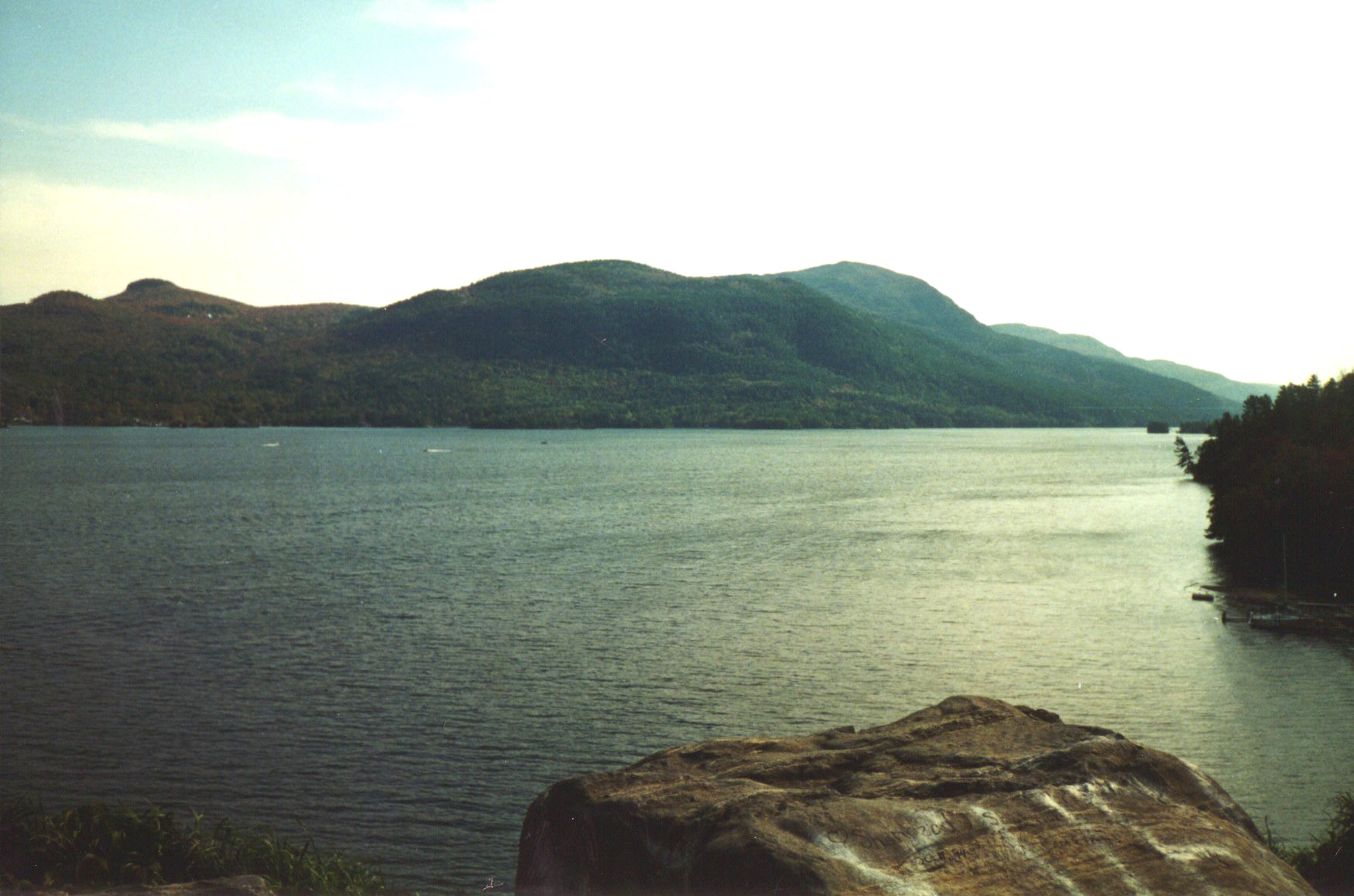
ジョージ湖（2006年撮影）

1755年の8月、サー・ウィリアム・ジョンソンと3,000から4,000にものぼる大陸軍はラック・サン・サクラマンLac St. Sacrementに野営し、その時ジョンソンは、時のイギリス国王の名にちなんで、この湖をジョージ湖と改名した。一方、フランス軍の将軍ディスカウは、野営地からジョージ湖をはさんで対岸にあるタイコンデロガの地にフランス兵、ヌーベルフランス民兵にインディアンの予備兵を集結し、果敢にもエドワード砦に向けて進軍を始めたが、グレンフォールズ周辺に到着して、その時に「血ぬられた朝の斥候」The Bloody Morning Scoutが起き、それがジョージ湖の戦いへと発展し、この戦いでディスカウ率いるフランス軍は敗退した。このことでイギリス軍は、この地が如何に重要であるかを悟り、ここに砦を建てることにした。湖の対岸ではフランスがカリヨン砦を建築中であった。
クラウンポイントにあったフランスのサン・フレデリック砦攻撃の足がかりとなるこの砦は、ニューヨークからモントリオールへの、重要な位置にある連水経路に沿った、一連の英仏の砦の一部で、また、ニューヨークとヌーベルフランスの境界の要となる位置をも占めていた。砦の名は、国王ジョージ2世の王子であるカンバーランド公ウィリアム、そしてジョージ2世の孫で、ジョージ3世の弟であるグロスター公ウィリアム・ヘンリーにちなむ。
設計と建築は、イギリス軍の技師ウィリアム・エアの監督に任された。ウィリアム・ヘンリー砦は、変則的な正方形の砦で、それぞれの隅に稜堡があった。この設計は、インディアンの攻撃を撃退するものであったが、大砲を持った敵相手には、必ずしも耐えられるものではなかった。城塞は30メートルの厚さで、土塁の周りに丸太が巡らされていた。内部には、2階建ての木造の兵舎が、練兵場の周囲にあった。砦の三方は乾いた堀で、残りの一つは湖の方へと降っているため、砦への唯一の接近手段は、堀にかかる橋だった。400人から500人の兵を収容するのが精一杯で、それ以上の部隊は、砦から750メートル南西に離れた、塹壕のある野営地に宿営した。ここはジョージ湖の戦いの戦場から、さほど離れていなかった。

## 駐屯と包囲戦
1755年11月13日、ウィリアム・ヘンリー砦は未完成だったが、兵を駐屯させる準備は整っていた。駐屯隊長にはエアが選ばれ、駐屯隊は彼が指揮する第44歩兵部隊の小隊、及びロジャース・レンジャーズのいくつかの小隊から成っていた。
1757年の春、駐屯隊長はジョージ・マンロとなった。駐屯隊は主に第35歩兵部隊と第60歩兵部隊から選ばれた 。6月までに、コネチカットとニュージャージーから民兵がやって来たため、駐屯兵の数は1,600にまで膨れ上がった。この大勢の兵たちを宿営させるには砦は小さすぎ、多くの兵が、砦南西部の野営地に宿営することになった。その年の6月の末、フランス軍がウィリアム・ヘンリー砦攻撃のために移動したと言う知らせが届いた時は、別の正規兵と民兵が1,000人到着しており、兵力は2,300人規模になっていた。

### 包囲戦
ルイ＝ジョゼフ・ド・モンカルム率いるフランス軍は8月3日に到着し、ウィリアム・ヘンリー砦の南側と西側に野営地を築いた。大きな砲撃音に続いて、包囲戦の準備が砦の近くまで迫って来ており、また、エドワード砦のダニエル・ウェッブが援軍を寄越そうとしないのが明らかになって、駐屯隊は降伏せざるを得なくなった。フランス軍はほぼ8,000人で、正規兵が3、000、民兵が3,000、そしてインディアン兵が2,000人だった。

## 虐殺

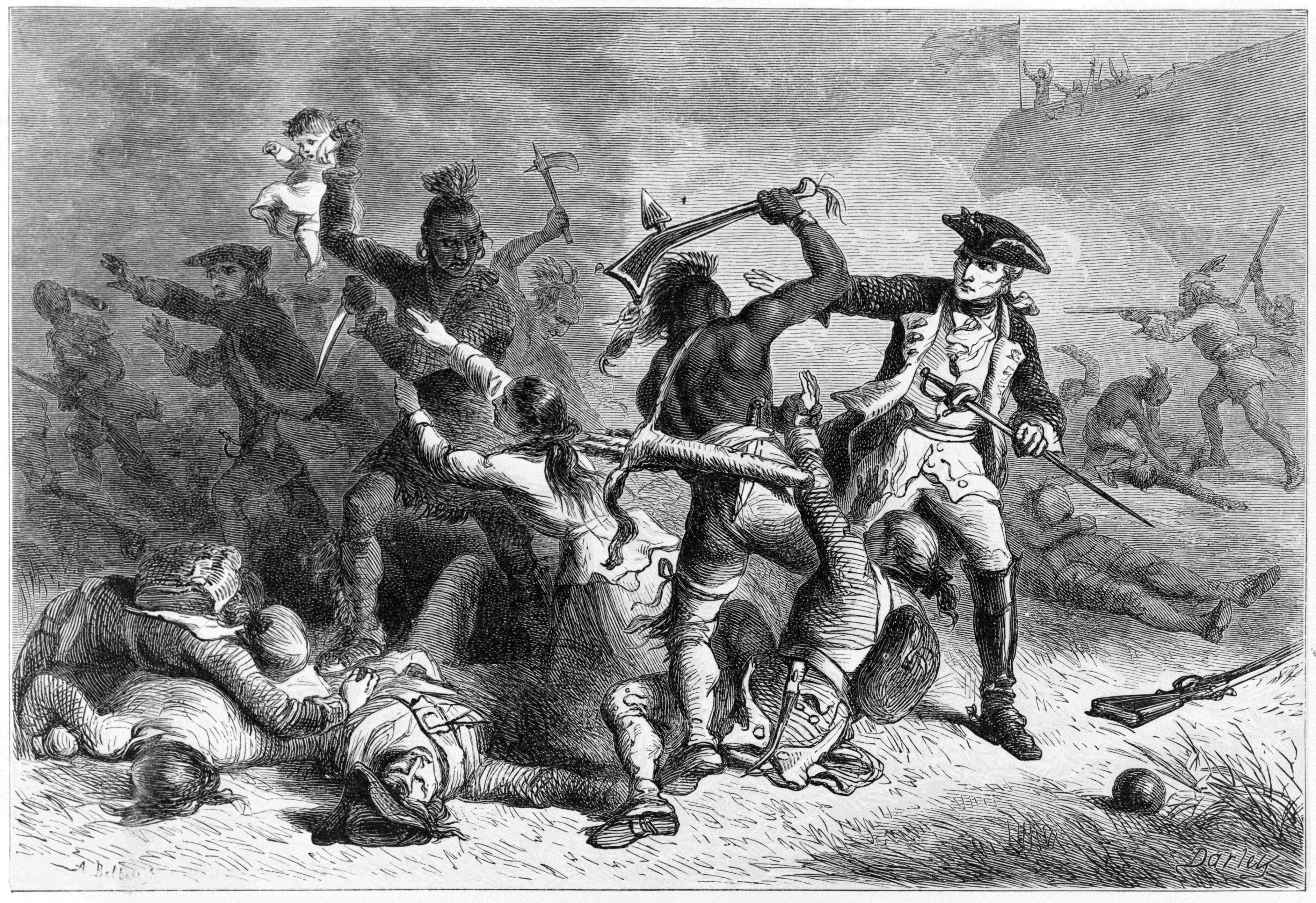
イギリス兵に襲いかかるインディアンを止めに入るモンカルム。フェリックス・オクタヴィウス・カー・ダーレイの絵をもとに、アルフレッド・ボベットが木版画にしたもの。1870年から1880年の間に出版。

降伏の後起こったことは、歴史的、そして一般的には虐殺とされている。惨事が起こったにもかかわらず、殺された、もしくは負傷した兵たちは比較的冷静であった。歴史家のイアン・スティールは200人以上もの兵（捕虜の約7.5パーセント）が殺傷されたとは考えられないと述べている。
降伏条件として、イギリス軍と随行者はフランス軍の護衛の元、最高の栄誉を以てエドワード砦まで退却を許され、その代わり兵たちは参戦を1年半の間控えると言うものだった。マスケット銃の携行は許されたが弾薬は認められず、礼砲1基を除いて大砲を持って行くことも許されなかった。加えて、イギリス当局は、フランスの捕虜を3か月以内に解放しなければならなかった。
モンカルムは、この条件に同意する前に、インディアンたちがこのことを受け入れ得るかどうか、イギリス人捕虜の解放で、族長たちが彼らを抑えられるかを確認しようと考えた。イギリスの駐屯兵たちは砦から引き揚げ、野営地に向かった。マンロはフランス側の野営地にいた。そこにインディアンたちが来て砦に侵入し、略奪を始め、砦に残っていた負傷兵や病人の一部を惨殺した。野営地に配属されていたフランスの衛兵は、インディアン兵を連れ出そうとしたがうまく行かず、彼らがイギリス兵の頭皮を剥ぐのを止めさせるために、かなりの労力を払った。モンカルムとマンロは、当初はその翌朝、捕虜たちを砦の南に沿って進軍させようとしていたが、この惨殺が起こったため、その夜に進軍させることにした。しかし、捕虜が解放されると知ったインディアンたちが、野営地の周辺に群がっており、両軍の首脳はこの手段を取り消さざるを得なくなった。
翌朝、エドワード砦に向けてイギリス軍が態勢を整えるかなり前から、インディアンたちは、無防備なイギリス軍に新たな攻撃を仕掛けてきた。午前5時、インディアンたちは砦の、フランス人軍医の治療を受けているイギリス兵の部屋に入りこみ、彼らを殺して頭皮を剥いだ。マンロは、降伏条件の本質的な部分が踏みにじられてしまったことに不満を述べたが、彼の部隊が進軍を進めるためには、多少の邪魔が入るのには目をつぶらざるを得なかった。また、イギリス兵たちは、隙を窺ったインディアンから武器や衣類をひったくられ、抵抗しようとする者たちは女であれ子供であれ、黒人の下働きであれ、力ずくで引き離した 。最後の兵が野営地を離れたその瞬間、インディアンたちの鬨の声が上がり、隊列の後方にいた兵たちを捕えた。

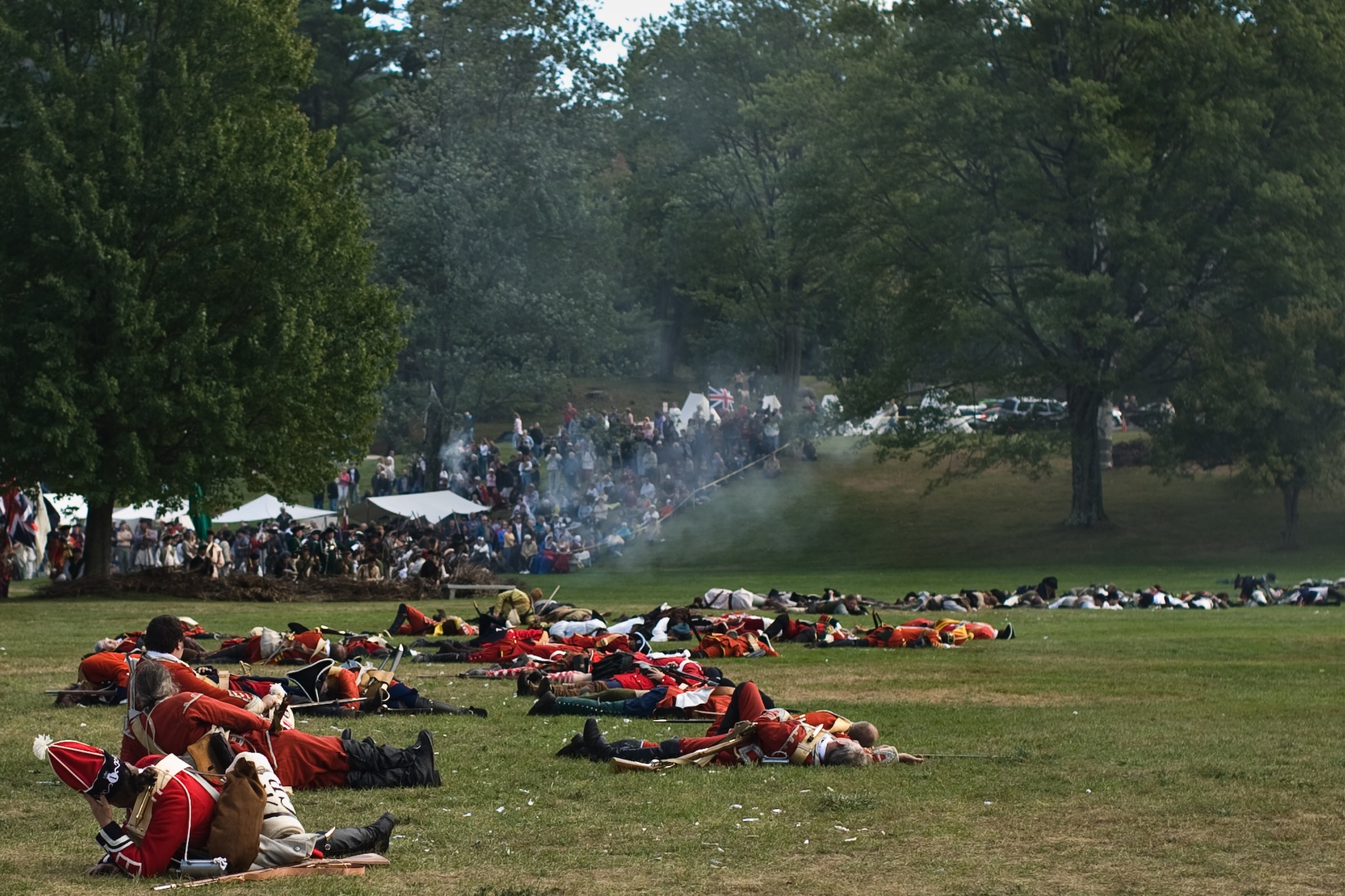
戦いの150年後に行われた再演

モンカルムとフランスの士官たちは、それ以上の攻撃をやめさせようとしたが、彼らを除くフランス人士官たちは止めに入ることはせず、イギリス兵をそれ以上護衛するのをはっきり拒否した。この時点で隊列は崩れ、ある者はインディアンの猛攻撃から逃れようとし、一方ある者は積極的に彼らと戦おうとした。マサチューセッツ民兵の大佐であるジョセフ・フライは、着ていた軍服の大部分をはぎ取られ、何度も脅されて森に逃げ込み、3日後の8月12日になってエドワード砦に辿り着いた。
虜囚者・戦死傷者の数に関しては諸説ある。イアン・スティールは200人から1,500人の間であるとまとめている。スティールが細部まで検証した分では、この時の惨事と、その後での最終的な行方不明者と死者は69人から184人で、これは降伏した兵2,308人中、多くても7.5%である。このスティールが出した数字と、イギリス軍がかなり多くの死傷者を出したバンカーヒルの戦いとを比較すると、バンカーヒルでは1,054人の死傷者（死者26人、負傷者828人） で、3,000人の兵のうち30%の割合である。
砦の中の傷病兵殺害をも含むこの虐殺が、如何に非道であるかについては、包囲戦中にケガや病気で亡くなった兵の墓を暴いて、さらなる戦利品を求めたという証言もある。その結果、この墓暴きに参加した多くのインディアンが天然痘にかかり、それを自らの集落に持ち込むことになった。一方フランス軍は、戦いの後、カリヨン砦に帰る前に、この砦を組織的に破壊した。

## 登場する作品
- 『モヒカン族の最後』 - ジェイムズ・フェニモア・クーパーによる長篇歴史小説
- 『モヒカン族の最後 (1920年の映画)』 - 1920年公開のモーリス・トゥールヌール、クラレンス・ブラウン監督によるアメリカ映画
- 『ラスト・オブ・モヒカン』 - 1992年公開のマイケル・マン監督によるアメリカ映画